# NGC 4699
NGC 4699 هي مجرة حلزونية متوسطة تقع في كوكبة العذراء. تبعد حوالي 65 مليون سنة ضوئية من الأرض، ونظرا لأبعادها الظاهرة فأن قطر NGC 4699 يقارب 85,000 سنة ضوئية. ولقد اكتشفت المجرة من قبل ويليام هيرشيل في عام 1786.

## الخصائص
NGC 4699 مشابة لمجرة زايفرت مع انبعاثات نووية ضعيفة جدا. وتتميز المجرة بقضيب طولة 0.41 دقيقة قوسية وحلقة قطرها 1.95 دقيقة قوسية. وتتميز بحوصلة كبيرة تمثل 11.3٪ من كتلة المجرة النجمية وحوصلة قرصية مزيفة أوسع من القرص المحكم. القرص داخل الحوصلة المجرية يتميز بأذرع حلزونية ملفوفة بإحكام. وهناك الكثير من مناطق الهيدروجين الثنائي في القرص وتحتوي المجرة على قرص خارجي من النوع III، لة مقدار سطحي منخفض ويعتبر أكثر سمكا من القرص الداخلي.

## مستعر اعظم
لوحظ مستعران عظميان في المجرة SN 1948A و SN 1983K.. حيث كان SN 1983K مستعر أعظم من النوع 2 لة انحناء ضوئي على شكل هضبة. طيف المستعر الأعظم أبرز تصاعد بنفسجي سريع، والذي يفسره التواجد السابق لغلاف خارجي من المواد حول سلف المستعر الأعظم.

## المجرات القريبة
تنتمي NGC 4699 في مجموعة NGC 4697 وفقا لماكاروف وكراشنتسيف. ومن بين الأعضاء الآخرين في المجموعة NGC 4697 و NGC 4674 و NGC 4700 و NGC 4731 و NGC 4742 و NGC 4775 و NGC 4781 و NGC 4784 و NGC 4790 و NGC 4813 و NGC 4948 و NGC 4958. وهي تنتمي إلى مجموعة العذراء II، امتدادا لمجموعة عنقود العذراء المجري.

## وصلات خارجية
- NGC 4699 على موقع ويكي سكاي: DSS2, SDSS, GALEX, IRAS, Hydrogen α, X-Ray, Astrophoto, Sky Map, Articles and images